# Женщины-врачи
«Женщины-врачи» (нем. Ärztinnen) — фильм ГДР 1984 года режиссёра Хорста Земана по пьесе Рольфа Хоххута. В советском прокате фильм шёл под названием «Закон возмездия».

## Сюжет
- О коррупции врачей, в интересах фармацевтических компаний использующих не прошедшие экспертизу препараты и проводящих испытания на пациентах.

Действие фильма происходит в ФРГ. Доктор Лидия Коваленко, работающая в исследовательском отделе крупной фармацевтической компании, получает задание от своего босса доктора Бёблингера скрыть, что препарат, произведённый там, не прошёл всех испытаний. Но она отказывается и в результате теряет работу.
В то же время любовница Бёблингера врач Катя Михельсберг без всякого стеснения проводит испытания в больнице в исследовательских целях на людях, которые лежат у неё на операционном столе по другим причинам.
Сын Кати Михельсберг студент-медик Томас во время прогулки находит раненую молодую женщину, сброшенную с лошади, и доставляет её в клинику матери. Во время операции Катя Михельсберг берёт у пациентки кусок ткани лёгких для испытаний. Девушка умирает, но предъявление обвинений и судебное разбирательство блокируется Бёблингером.
Томас проходит стажировку по патологии в больнице, где работает его мать. В связи с этим он сталкивается с более грязными методами, которые здесь практикуются, и также обнаруживает тело спасённой им девушки. Поскольку он сам присутствовал при её доставке, он знает, что она не была в опасном для жизни состоянии, и задаёт сложные вопросы своей матери.
Лидия Коваленко получает новую работу в другой фармацевтической компании, она уже более готова к компромиссам, приспосабливается к обычной деловой практике в отрасли, и ей некуда деться — эту компанию поглощает концерн Бёблингера, и он снова её босс. А на конгрессе врачей в Стокгольме убеждается, что все врачи находятся в такой же ситуации.
Томас в результате несчастного случая попадает в больницу, где умирает после введения нового, ещё недостаточно проверенного препарата.

## В ролях
В главных ролях:
- Джуди Винтер — Катя Михельсберг
- Инге Келлер — Лидия Коваленко

В других ролях:
- Вальтер Райер — доктор Рименшильд
- Рольф Хоппе — доктор Бёблингер
- Михаэль Гвиздек — доктор Вернер Михельсберг
- Кете Райхель — доктор Плаунер
- Даниэль Якоб — Томас Михельсберг, сын Кати Михельсберг
- Вольфганг Делер — Куно
- Хорст Шульце — прокурор Биттерин
- Джон Харрисон — доктор Йохансон
- Барбара Диттус — секретарь
- Кристоф Энгель — доктор Цильнер
- Леон Немчик — польский врач
- Эрика Балог — цветочница
- Эллен Швирс — врач
- Ференц Зентаи — врач
- и другие

## Критика
В газете «Neues Deutschland» кинокритик Хорст Книч писал, что в этом фильме режиссёры и актёры избегают грубых контуров, в художественных деталях они стремятся к правдивости, и благодаря этому фильм обретает достоверность и убедительность. Гюнтер Зобе в газете «Berliner Zeitung», отмечал, что это тот фильм, который нельзя просто смотреть, потому что он опирается на диалоги, здесь драма построена в соответствии с традиционно проверенными драматургическими правилами, сформулирована более чётко, тщательно и подробно, чем обычно встречается в сценариях.

## Фестивали и награды
- 1984 — 34-й Берлинский кинофестиваль — участие в основном конкурсе, номинация на «Золотой медведь».
- 1984 — Международный фестиваль в Эберсвальде — приз жюри актрисам главных ролей (Джуди Винтер, Инга Келлер).